# Boris-und-Gleb-Kathedrale (Tschernihiw)

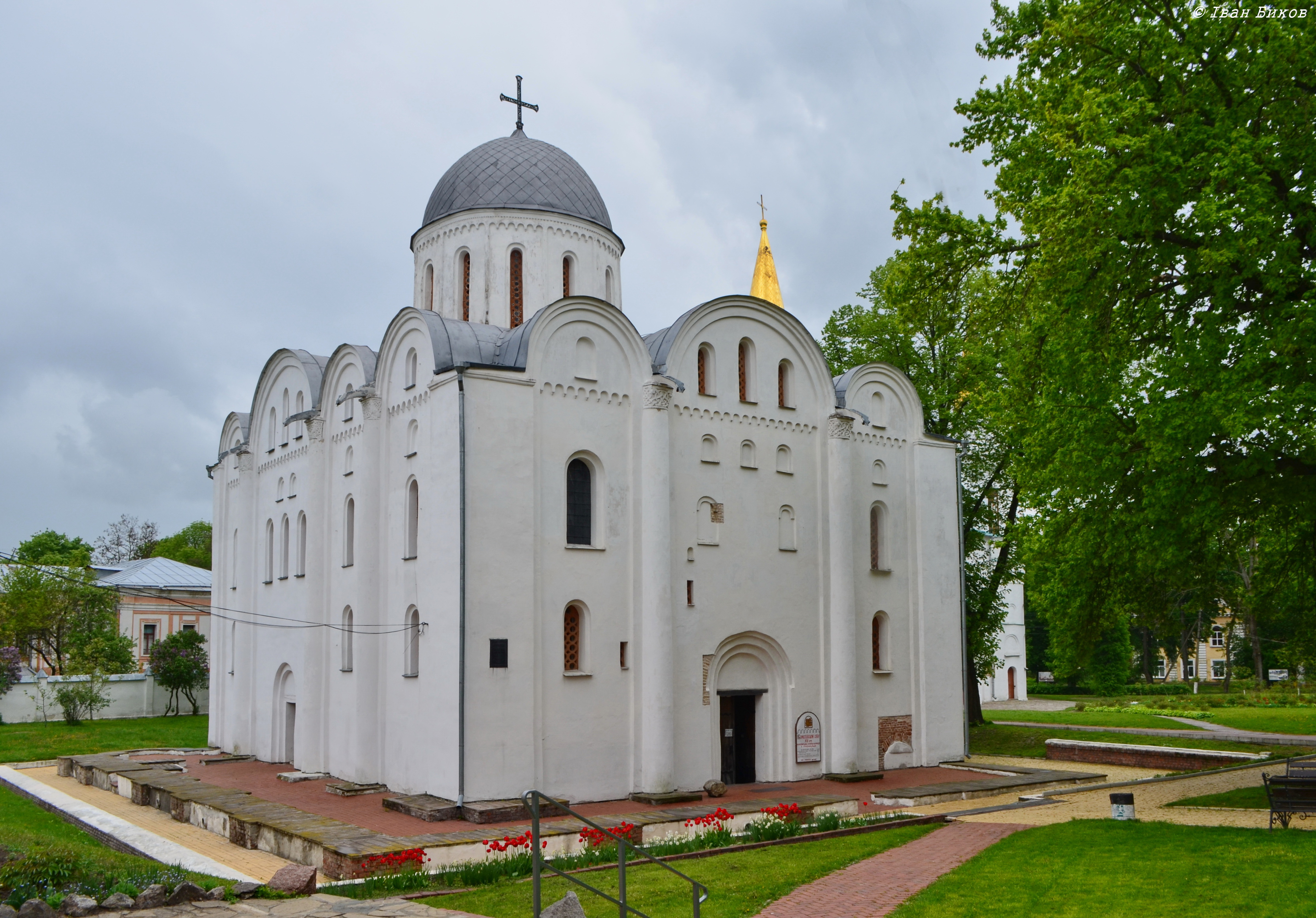
Ansicht der Boris-und-Gleb-Kathedrale von Nordwesten mit dem Hauptportal auf der Westseite

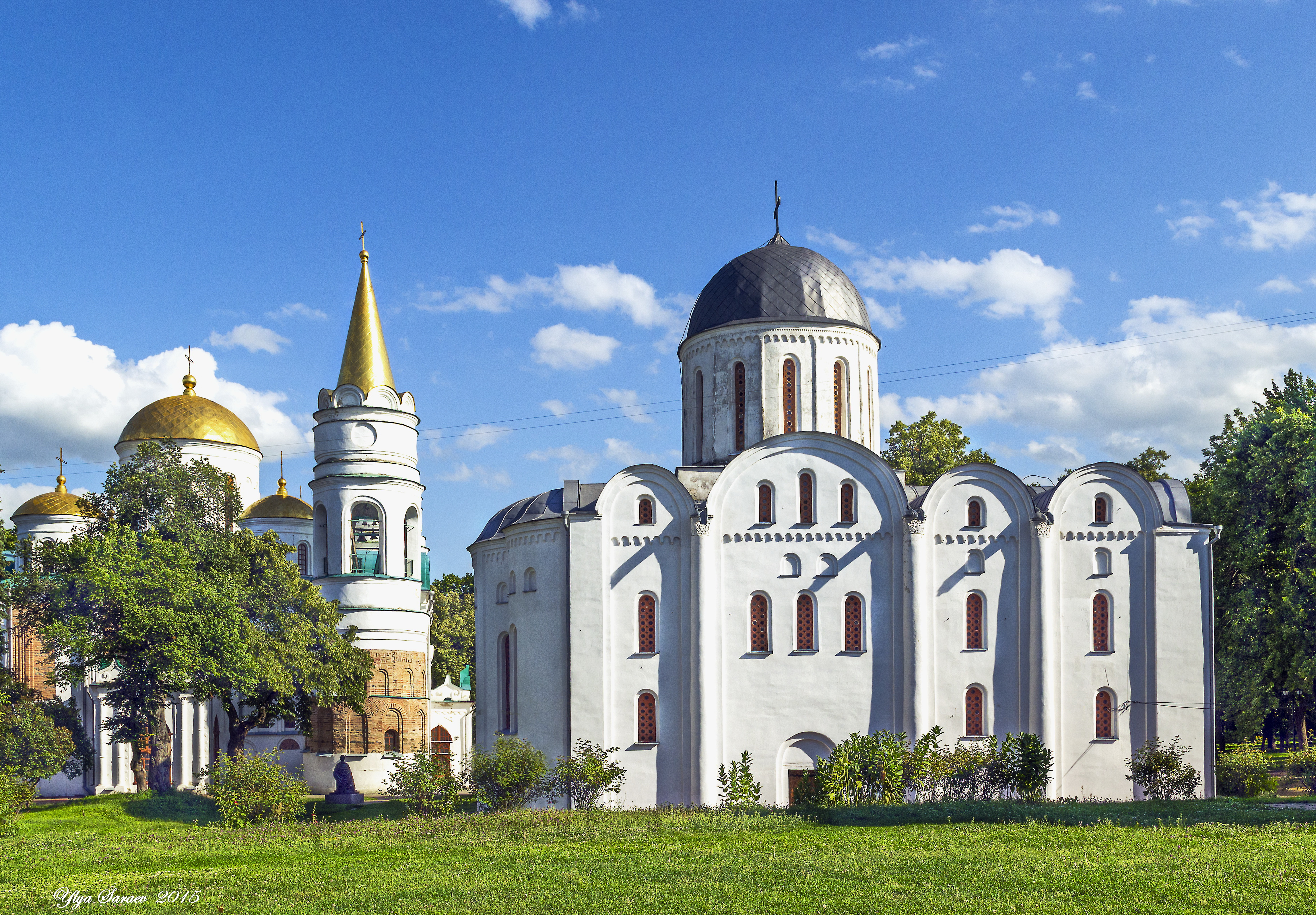
Ansicht von Süden, rechts im Bild zwei der drei Apsiden

Die Boris-und-Gleb-Kathedrale (ukrainisch Борисоглібський собор Borysohlibskij sobor, russisch Борисоглебский собор Borisoglebski sobor) in der ukrainischen Stadt Tschernihiw ist eine orthodoxe Kirche aus dem frühen 12. Jahrhundert. Sie ist den Heiligen Boris und Gleb geweiht.

## Geschichte
Die Kirche wurde unter der Regentschaft des Fürsten Dawyd Swjatoslawowitsch (reg. 1097–1123) von Tschernigow errichtet. Nach der Plünderung durch die Mongolen unter Batu Khan im Jahre 1239 wurde sie in der zweiten Hälfte des 13. Jahrhunderts restauriert. Erneuten Schaden nahm sie 1611 bei der Eroberung Tschernihiws durch Polen-Litauen. Ab 1628 nutzten katholische Dominikaner das Gotteshaus als Klosterkirche, bis sie ab 1649 wieder von den Orthodoxen genutzt wurde. Es folgten An- und Umbaumaßnahmen in den Jahren 1659, 1790 bis 1805 und 1857. Beschädigungen durch den Zweiten Weltkrieg wurden 1948 bis 1955 behoben.

## Architektur
Die Boris-und-Gleb-Kathedrale ist ein kompakter Ziegelbau mit rechteckigem, in West-Ost-Richtung gestrecktem Grundriss. Sie entspricht dem typischen Schema einer orthodoxen Kreuzkuppelkirche nach byzantinischem Vorbild. Sechs Pfeiler unterteilen das Bauwerk in drei Schiffe mit drei Apsiden im Osten. Im Westen ist der Kirche ein schmaler Narthex vorgebaut. Die Längs- und Querschiffe sind mit Tonnengewölben überdacht, deren Stirnseiten an der Nord-, West- und Südseite als dreifach abgestufte Rundgiebel gestaltet sind. Überragt werden die Tonnendächer von einer Kuppel über der zentralen Vierung. Die in einer Linie mit der Kuppel liegenden Rundgiebel entsprechen in der Breite dem Kuppeldurchmesser und sind höher als die übrigen Giebel.
Die Fassade wird durch Lisenen und darin integrierte Halbsäulen gegliedert. Die Säulenkapitelle zieren Reliefs mit Pflanzen- und Flechtbandornamenten sowie paarweise angeordneten Tieren und Fabelwesen. Schmale, hohe Fensteröffnungen durchbrechen die Fassade, die außerdem durch kleine doppelt abgestufte Nischen in der oberen Hälfte aufgelockert wird. Unterhalb der Dachgesimse der Kuppel und der Apsidendächer sowie auf Höhe der Grundlinie der Rundgiebel verlaufen Rundbogenfriese.